# Flora Nwapa
Florence Nwanzuruahu Nkiru Nwapa (* 13. Januar 1931 in Oguta, damals Britisch-Nigeria, heute nigerianischer Bundesstaat Imo; † 16. Oktober 1993 in Enugu, Bundesstaat Enugu) war eine unter dem Namen Flora Nwapa bekannte nigerianische Schriftstellerin, die als „Mutter der modernen afrikanischen Literatur“ gilt. Ihr auf Englisch publizierter Debütroman Efuru aus dem Jahr 1966 gewann als erstes literarisches Werk einer Westafrikanerin internationale Anerkennung. Nwapa lehnte es ab, sich als Feministin zu bezeichnen, sondern bezog sich auf den ursprünglich von Alice Walker geprägten Begriff womanism, ein Konzept, das Unterdrückungsverhältnisse in einem afroamerikanischen und afrikanischen Kontext reflektiert und Kolonialismus miteinbezieht. Sie verband eine kritische weibliche Perspektive mit den Kulturtraditionen des Igbo-Volkes, dem sie angehörte.

## Leben

### Frühe Jahre und Ausbildung
Flora Nwapa wurde in Oguta am gleichnamigen See im Südosten Nigerias geboren. Als älteste Tochter von Christopher Ijeoma, dem Manager eines britischen Palmöl-Exporteurs, und Martha Nwapa, einer Lehrerin, wuchs sie mit fünf Geschwistern in wohlhabenden Verhältnissen auf. Sie besuchte Schulen in Oguta, Port Harcourt und Lagos. An der University of Ibadan erwarb sie 1957 einen Bachelor-Grad. Anschließend begab sie sich nach Schottland, wo sie an der University of Edinburgh ihr Studium der Pädagogik mit einem Diplom abschloss. 

### Bildungswesen und öffentlicher Dienst
Nachdem sie nach Nigeria zurückgekehrt war, nahm Flora Nwapa eine Tätigkeit als Bildungsbeauftragte im Ministerium für Bildung des Bundesstaates Cross River auf. 1959 begann sie als Lehrerin für Englisch und Geographie an der Queen’s School in Enugu zu arbeiten. Auch in den Jahren danach arbeitete sie im Bildungswesen und im öffentlichen Dienst, unter anderem in der Hochschulverwaltung der Universität Lagos (1962–1967).
Nach dem Biafra-Krieg (1967–1970) trat sie in das Kabinett des East Central State (heute Anambra und Imo) ein, wo sie zunächst das Ministerium für Gesundheit und Sozialfürsorge (1970–1971) und anschließend das Ministerium für Landwirtschaft und urbane Entwicklung (1971–1974) leitete. Während dieser Zeit engagierte sie sich beim Wiederaufbau der südöstlichen Landesteile Nigerias. Sie unterstützte vor allem Waisen und Flüchtlinge, die durch den Krieg heimatlos geworden waren.

### Autorin und Verlegerin
Flora Nwapas erstes Buch, Efuru, erschien 1966 und gilt als erster englischsprachiger Roman einer westafrikanischen Autorin. Bereits 1962 hatte sie den Text an den bekannten Schriftsteller Chinua Achebe nach Lagos gesandt, der sich sehr positiv über das Werk äußerte und das Manuskript an seinen Verlag Heinemann in London weiterleitete. Ihrem Debüt folgten die Romane Idu (1970), Never Again (1975), One Is Enough (1981) und Women Are Different (1986). Sie veröffentlichte außerdem zwei Bände mit Kurzgeschichten – This Is Lagos (1971) und Wives at War (1980) – und einen Gedichtband unter dem Titel Cassava Song and Rice Song (1986). Darüber hinaus trat sie als Autorin von Kinderbüchern hervor.
In den 1970er-Jahren gründete Flora Nwapa mit Tana Press und der Flora Nwapa Book Ltd. zwei Buchverlage, in denen sie ihre eigene Dichtung für Erwachsene und Kinder wie auch Werke anderer Autoren veröffentlichte. Zu ihren Zielen zählte sie, „die Frauen in aller Welt, und vor allem Feministen […], über die Rolle der Frau in Nigeria aufzuklären, über ihre ökonomische Unabhängigkeit, ihre Beziehung zu Mann und Kindern, ihre traditionellen Glaubensvorstellungen und generell ihren Status in der Gesellschaft.“ Tana Press wurde als „erster von einer [afrikanischen] Frau gegründeter Verlag mit größtenteils weiblichem Zielpublikum“ beschrieben. „Das Projekt war seiner Zeit weit voraus und wurde ins Leben gerufen, als sich niemand vorstellen konnte, dass afrikanische Frauen ein Lesepublikum oder eine Käuferschicht konstituieren würden.“

### Späte Jahre
Flora Nwapas Engagement als Pädagogin und Vermittlerin hielt ein Leben lang an und umfasste auch Lehrtätigkeiten an Universitäten. 1989 erhielt sie eine Gastdozentur für Kreatives Schreiben an der Universität Maiduguri im Norden Nigerias. Von 1984 bis 1985 und erneut von 1991 bis 1993 hielt sie Vorträge an zahlreichen Hochschulen in den Vereinigten Staaten (unter anderem Northwestern University, Michigan State University, Sarah Lawrence College, Rutgers University, New York University). Kurz vor ihrem Tod sagte sie in einem Interview: „Ich schreibe seit fast 30 Jahren. Mein Interesse gilt den Frauen auf dem Land wie in den Großstädten, die in einer sich schnell verändernden, von Männern dominierten Welt zu überleben versuchen.“
Flora Nwapa starb am 16. Oktober 1993 an einer Lungenentzündung.
Sie wurde in die Anthologie Daughters of Africa aufgenommen, die 1992 von Margaret Busby in London und New York herausgegeben wurde.
Die Schriftstellerin ist Gegenstand von Onyeka Nwelues Dokumentarfilm The House of Nwapa, der im August 2016 seine Premiere erlebte.

## Werk (Auswahl)

### Romane
- Efuru. London: Heinemann, 1966.
- Idu. London: Heinemann, 1970.
- Never Again. Enugu: Nwamife, 1975.
- One Is Enough. Enugu: Tana Press, 1981.
- Women Are Different. Enugu: Tana Press, 1986.

### Kurzgeschichten und Gedichte
- This Is Lagos And Other Stories. Enugu: Nwankwo-Ifejika, 1971.
- Wives At War And Other Stories. Enugu: Tana Press, 1980.
- Cassava Song and Rice Song. Enugu: Tana Press, 1986.

### Kinderbücher
- Emeka - Driver’s Guard. London: University of London Press, 1972.
- Mammywater. Enugu: Flora Nwapa Books, 1979.
- The Adventures of Deke. Enugu: Flora Nwapa Books, 1980.
- Journey to Space. Enugu: Flora Nwapa Books, 1980.
- The Miracle Kittens. Enugu: Flora Nwapa Books, 1980.

### Publikationen in deutscher Sprache
- Salzlose Asche. Kurzgeschichten aus Nigeria. Aus dem Englischen übersetzt von Lotta Suter. Zürich: Stechapfel-Verlag, 1989.
- Efuru. Aus dem Englischen übersetzt von Helmi Martini-Honus und Jürgen Martini. Göttingen: Lamuv, 1997.